# دانشگاه نیشابور
دانشگاه نیشابور یکی از دانشگاه‌های جامع و معین وزارت علوم، تحقیقات و فناوری ایران در شهر تاریخی نیشابور و منطقه مرکزی خراسان است. پردیس اصلی این دانشگاه در شمال غربی منطقه یک نیشابور و دانشکده هنر این دانشگاه در ابتدای بلوار ولیعصر و در شهرک بهداری نیشابور واقع شده‌است.  

## پیشینه
در سال ۱۳۷۳، یک مجتمع آموزشی در شهرستان نیشابور با همکاری دانشگاه فردوسی مشهد راه اندازی شد که در دو رشته مهندسی صنایع غذایی و علوم اجتماعی با گرایش پژوهشگری اقدام به پذیرش دانشجو در مقطع کارشناسی کرد. در سال ۱۳۷۸ تغییراتی در رشته‌های آموزشی این مجتمع به وجود آمد و این مجموعه تبدیل به دانشکده هنر نیشابور شد. فعالیت این دانشکده با پذیرش دانشجو در دو رشته نقاشی و گرافیک و مجسمه‌سازی آغاز شد و در آبان ماه ۱۳۸۵ براساس موافقت اصولی دفتر گسترش آموزش عالی، دانشکده هنر واحد نیشابور به مجتمع آموزش عالی نیشابور ارتقاء یافت.
سال ۱۳۸۸ شورای گسترش آموزش عالی با تبدیل مجتمع آموزش عالی نیشابور به دانشگاهی مستقل موافقت نمود. سپس در فاصله کمتر از یک سال با اخذ مجوز ایجاد دو دانشکده دیگر با عنوان دانشکده ادبیات و علوم انسانی و دانشکده علوم پایه، دانشگاه نیشابور دارای سه دانشکده مستقل شد. پس از آن دانشگاه نیشابور فعالیت خود را با ۸ رشته در مقطع کارشناسی و در سه ساختمان در سطح شهرستان نیشابور ادامه داد.
هم‌اکنون با افتتاح پردیس دانشگاه، دانشگاه نیشابور در ۱۶ رشته مقطع کارشناسی (نقاشی، ارتباط تصویری، مجسمه‌سازی، عکاسی، باستان‌شناسی، زبان و ادبیات انگلیسی، آموزش زبان انگلیسی، زبان و ادبیات فارسی، جامعه‌شناسی، علوم ورزشی، فیزیک، آمار، ریاضیات و کاربردها، مهندسی برق، مهندسی پزشکی، مهندسی نساجی، تاریخ اسلام) و ۱۲رشته در مقطع کارشناسی ارشد (فیزیک هسته ای، فیزیک حالت جامد، فیزیک ذرات بنیادی، ریاضی محض، ریاضی کاربردی، باستان‌شناسی، زبان و ادبیات فارسی، پژوهش هنر، تصویر سازی، شیمی گرایش شیمی فیزیک، مهندسی مکاترونیک و مطالعات تاریخ تشیع) در چهار دانشکده علوم پایه، فنی و مهندسی، ادبیات و علوم انسانی و هنر مشغول فعالیت است.

## دانشکده‌ها
- دانشکده علوم پایه و مهندسی
- دانشکده هنر
- دانشکده ادبیات و علوم انسانی
- دانشکده فناوری‌های نوین بین رشته‌ای

## پژوهشکده‌ها

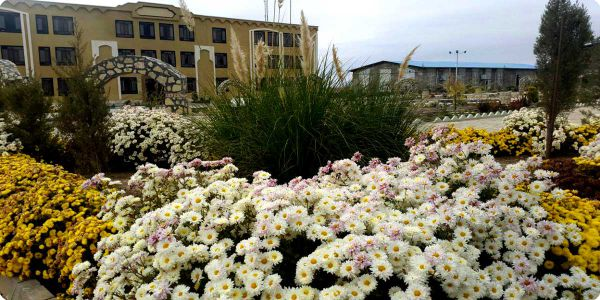
دانشگاه نیشابور

پژوهشکده نجوم و باستان‌شناسی
مرکز نیشابورشناسی

## مرکز رایانه دانشگاه نیشابور
مرکز رایانه دانشگاه با بیش از ۱۲۰ دستگاه کامپیوتر و مساحتی بالغ بر ۳۵۰ متر مربع در دو فضای مجزا (دانشکده هنر و پردیس) پاسخگوی نیازهای آموزشی و پژوهشی استادان و دانشجویان است. در آینده نزدیک با گسترش آزمایشگاه مرکزی دانشگاه، مرکز رایانه به سرور محاسبات سنگین نیز مجهز خواهد گردید.

## کتابخانه دانشگاه نیشابور
مجموعهٔ کتابخانه‌های دانشگاه در دو فضای مجزا (دانشکده هنر و پردیس) پاسخگوی نیازهای آموزشی و پژوهشی استادان و دانشجویان است. این کتابخانه تقریباً ۱۵۰۰۰ نسخه کتاب تخصصی (فارسی و لاتین) و مجموعه ارزشمندی از ژورنال‌های لاتین و نشریات فارسی در حوزه‌های تخصصی دانشگاه دارد.

## تفاهم‌نامه‌ها
برخی از تفاهم نامه‌ها و همکاری‌های این دانشگاه با دیگر دانشگاه‌ها و موسسات خارج از ایران عبارتند از:
- تفاهم نامه دانشگاه نیشابور با دانشگاه ایالتی مارینگا کشور برزیل[۳]
- تفاهم نامه دانشگاه نیشابور و دانشگاه هنر و علوم لانژو چین[۴]
- تفاهم نامه دانشگاه نیشابور و دانشگاه علوم و فناوری چین[۵]
- تفاهم نامه دانشگاه نیشابور با آزمایشگاه Ding در دانشگاه جیائو تونگ شانگهای[۶]
- تفاهم نامه دانشگاه نیشابور و دانشگاه کوت عراق[۷]
- تفاهم نامه دانشگاه نیشابور و دانشگاه‌های افغانستان[۸]
- تفاهم نامه دانشگاه نیشابور با دانشگاه پنجاب پاکستان[۹]

## تصاویر دانشکده هنر

دانشکده هنر، دانشگاه نیشابور
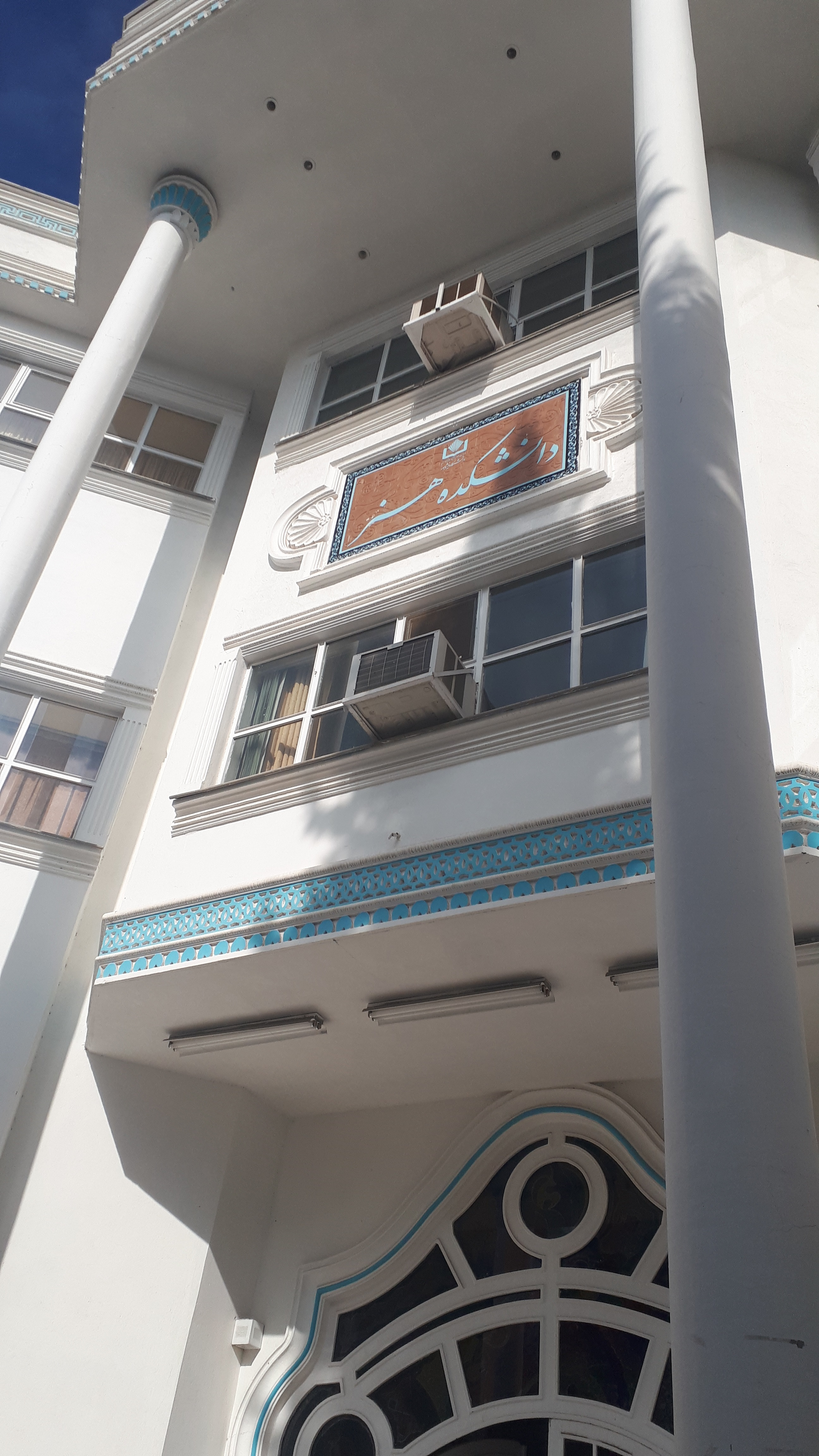
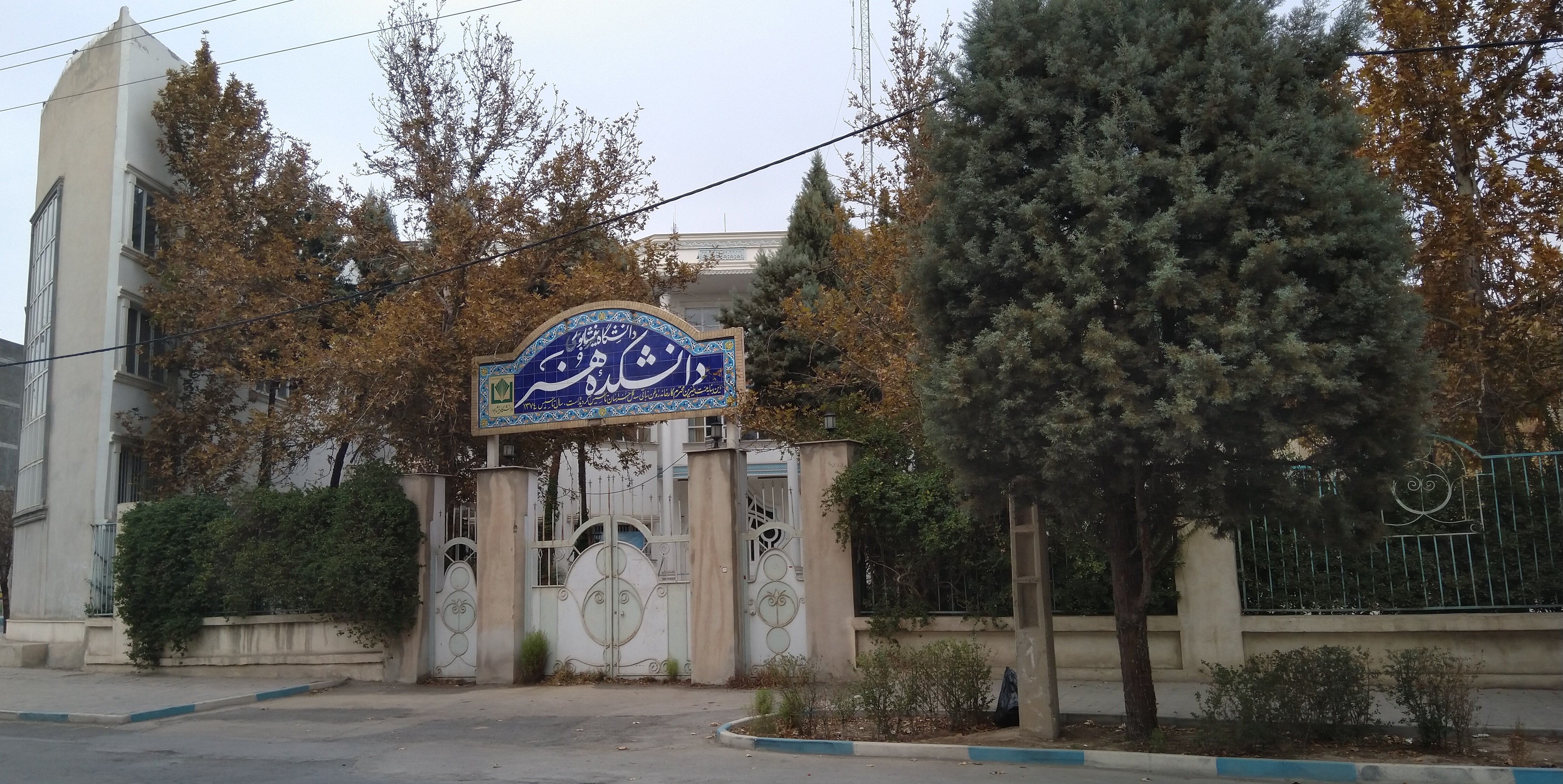
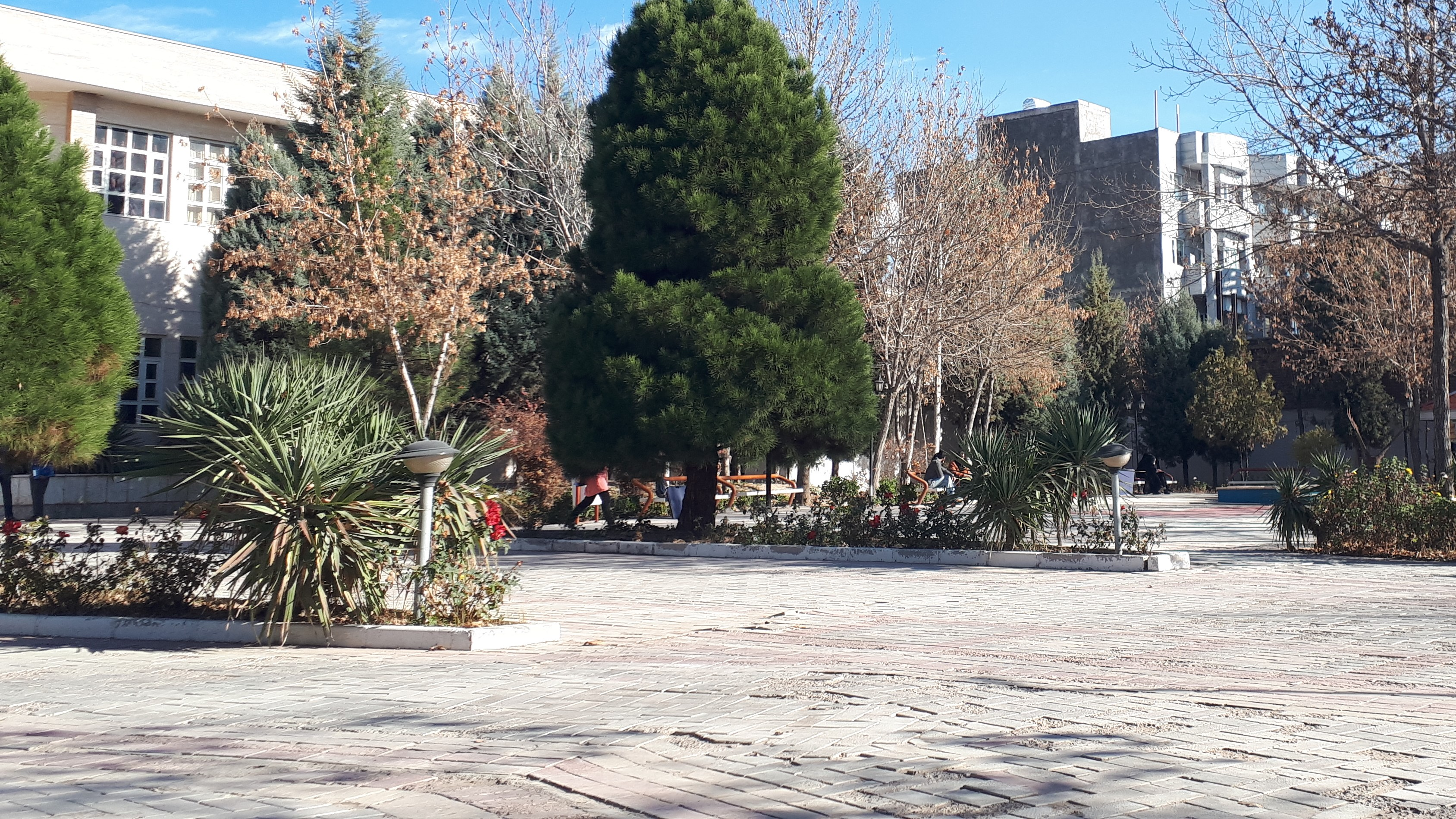
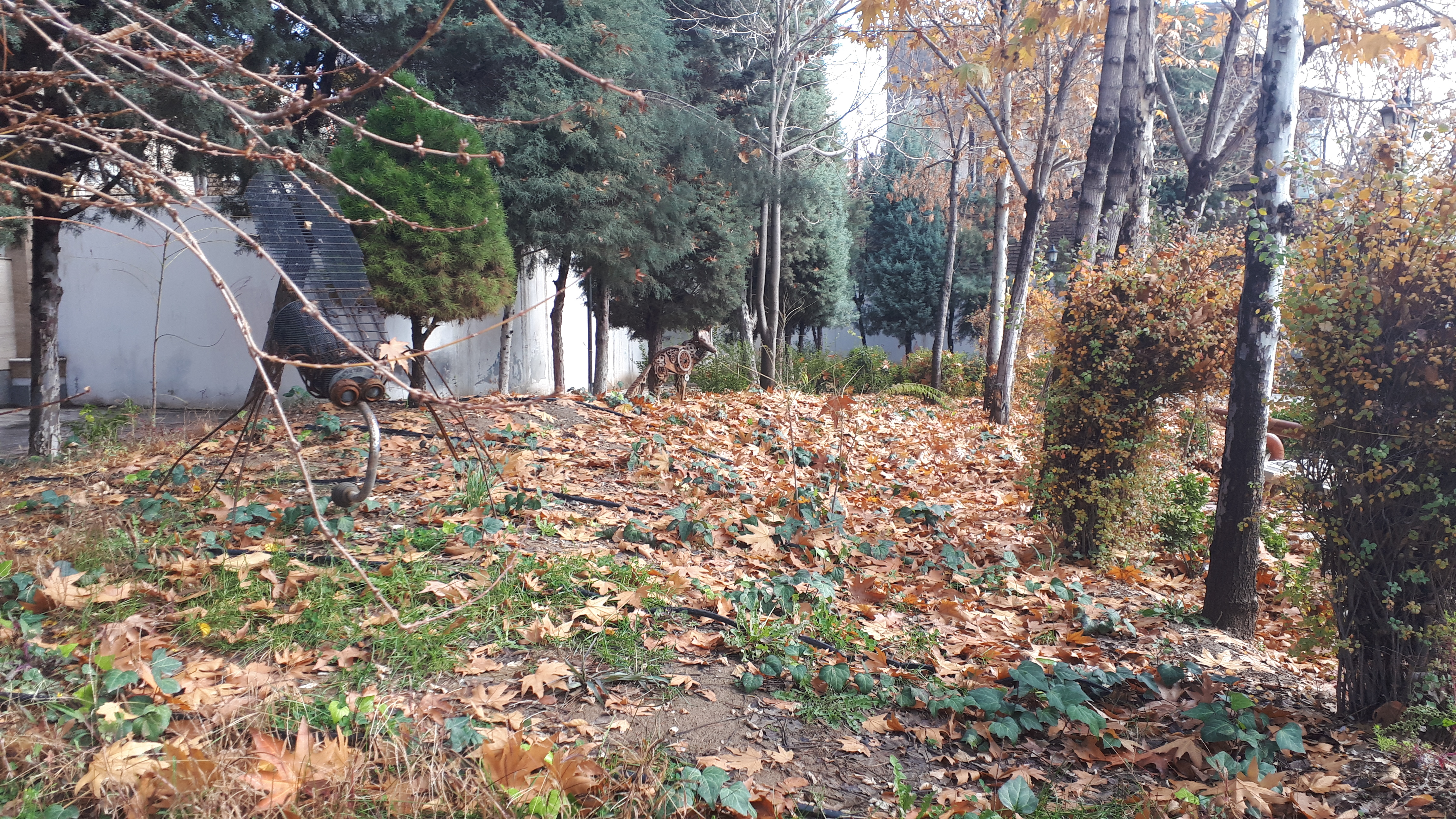
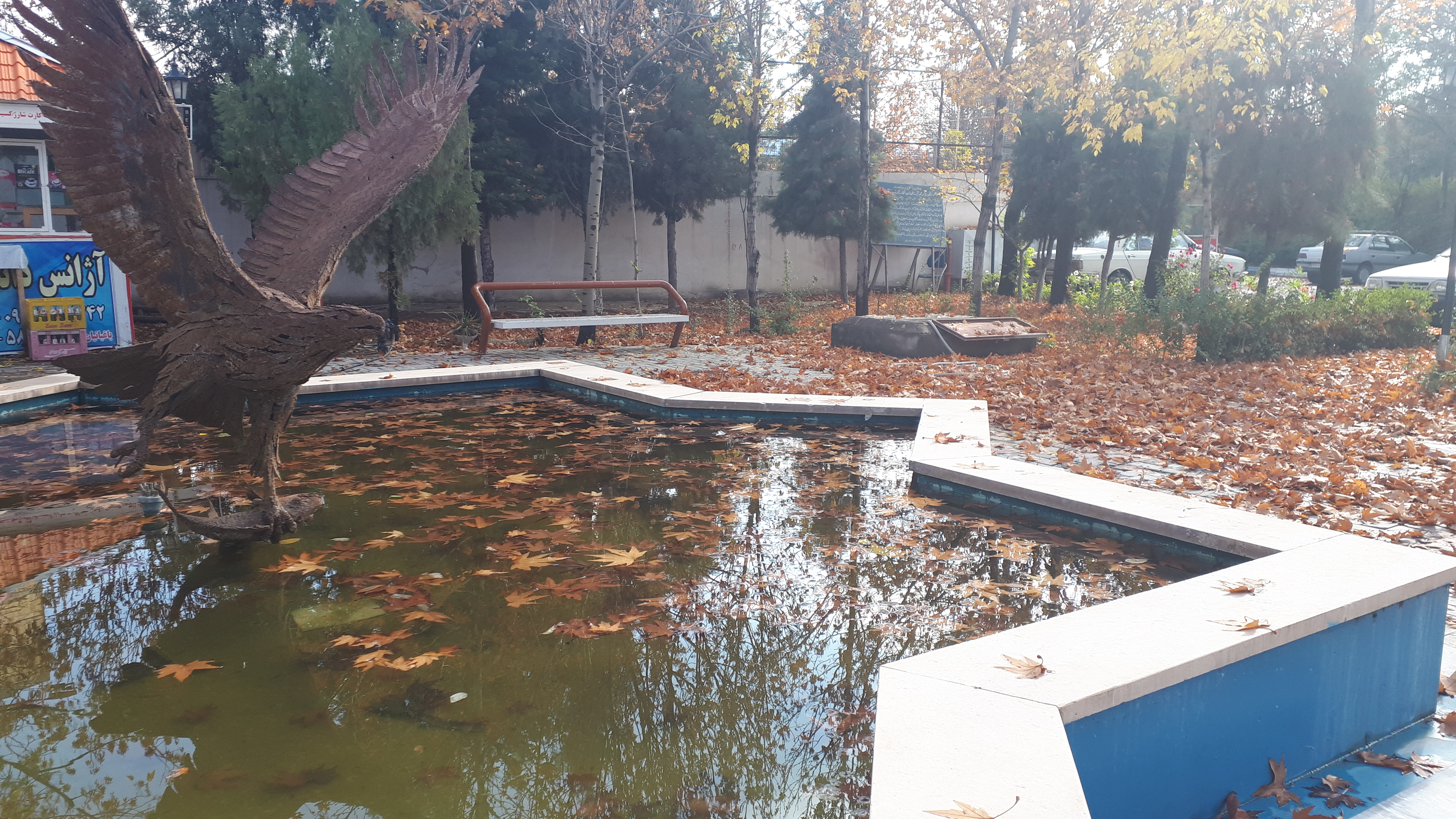
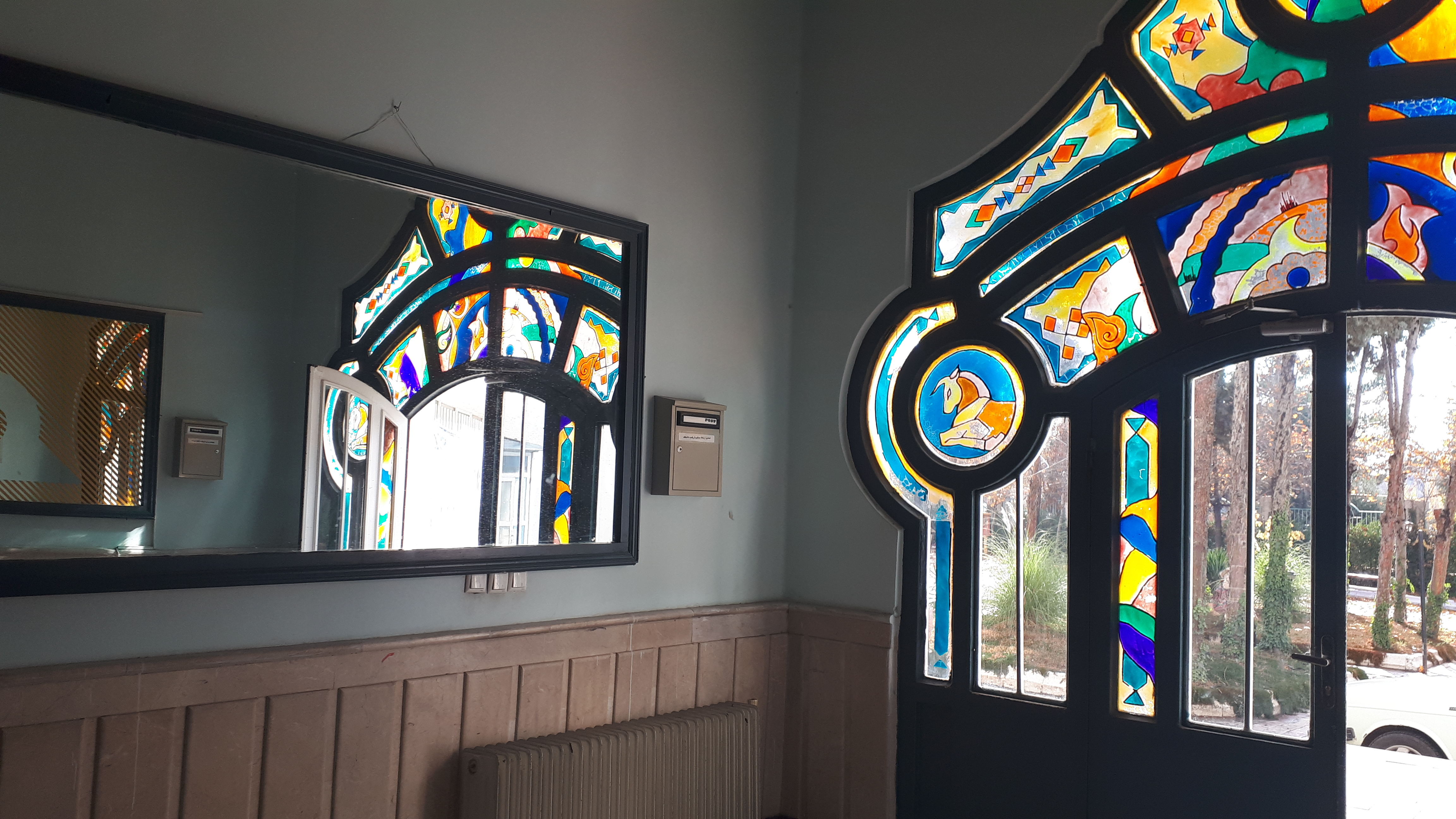
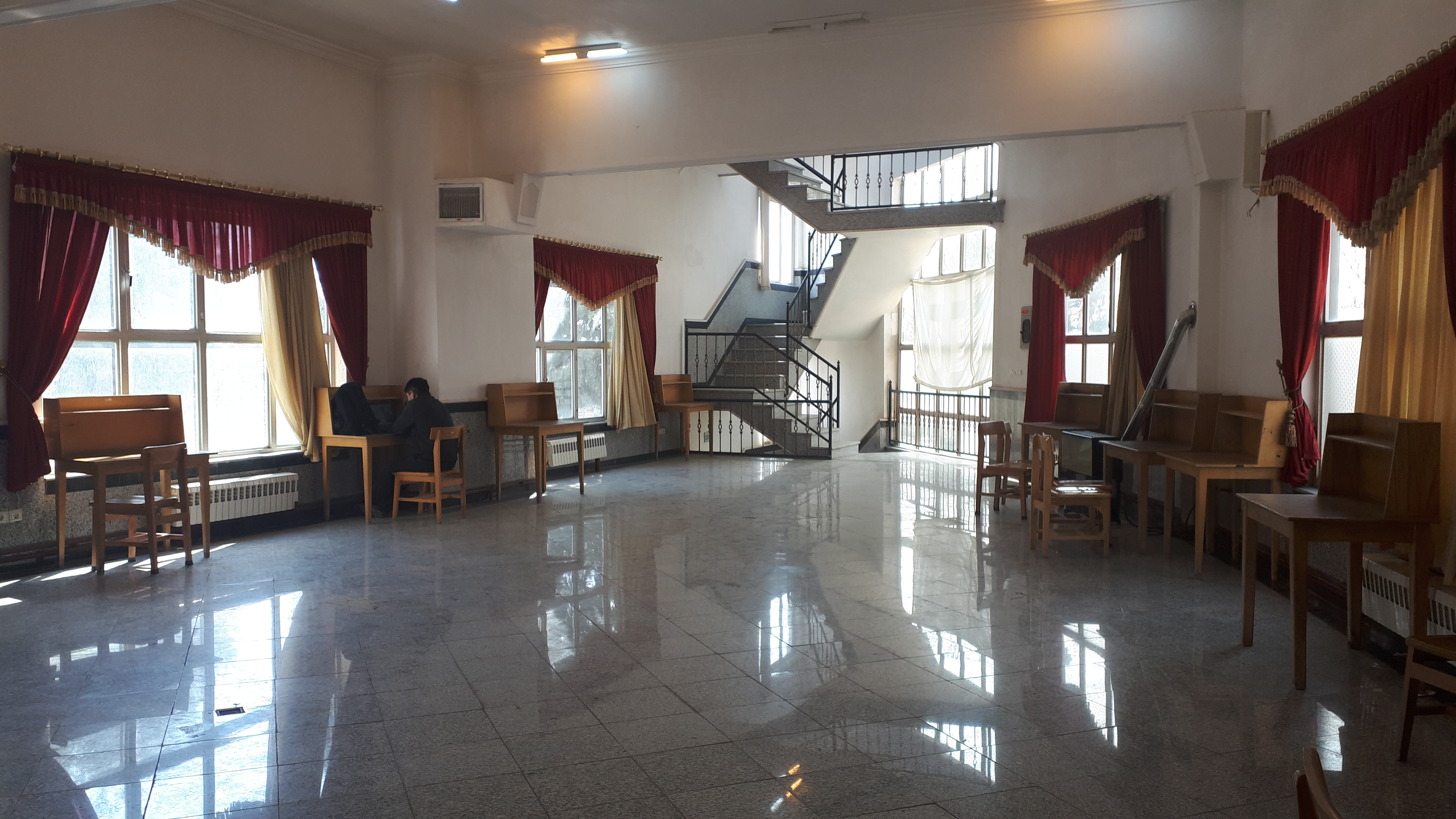
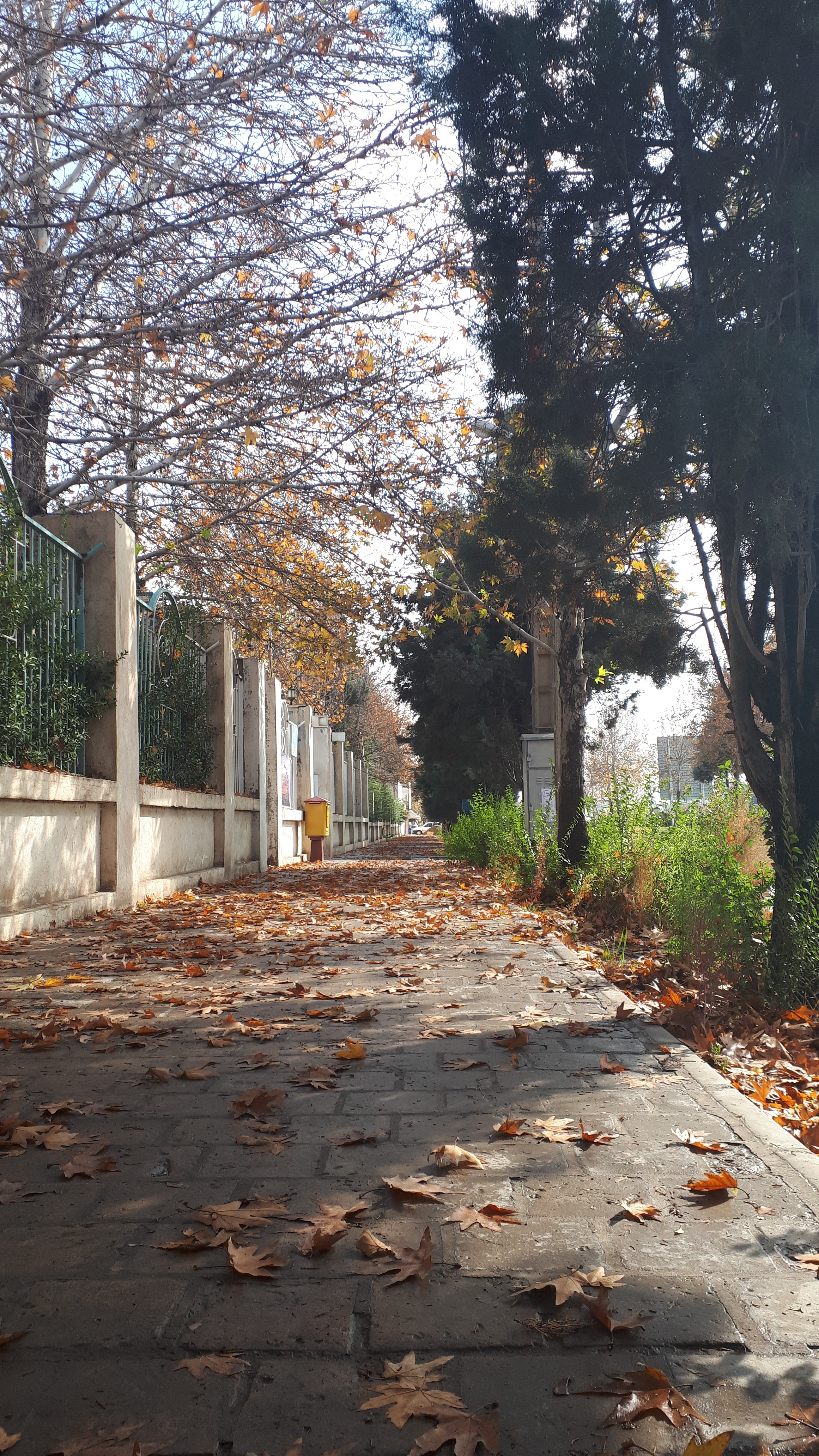